# 米哈伊利夫卡 (瓦西里夫卡區)

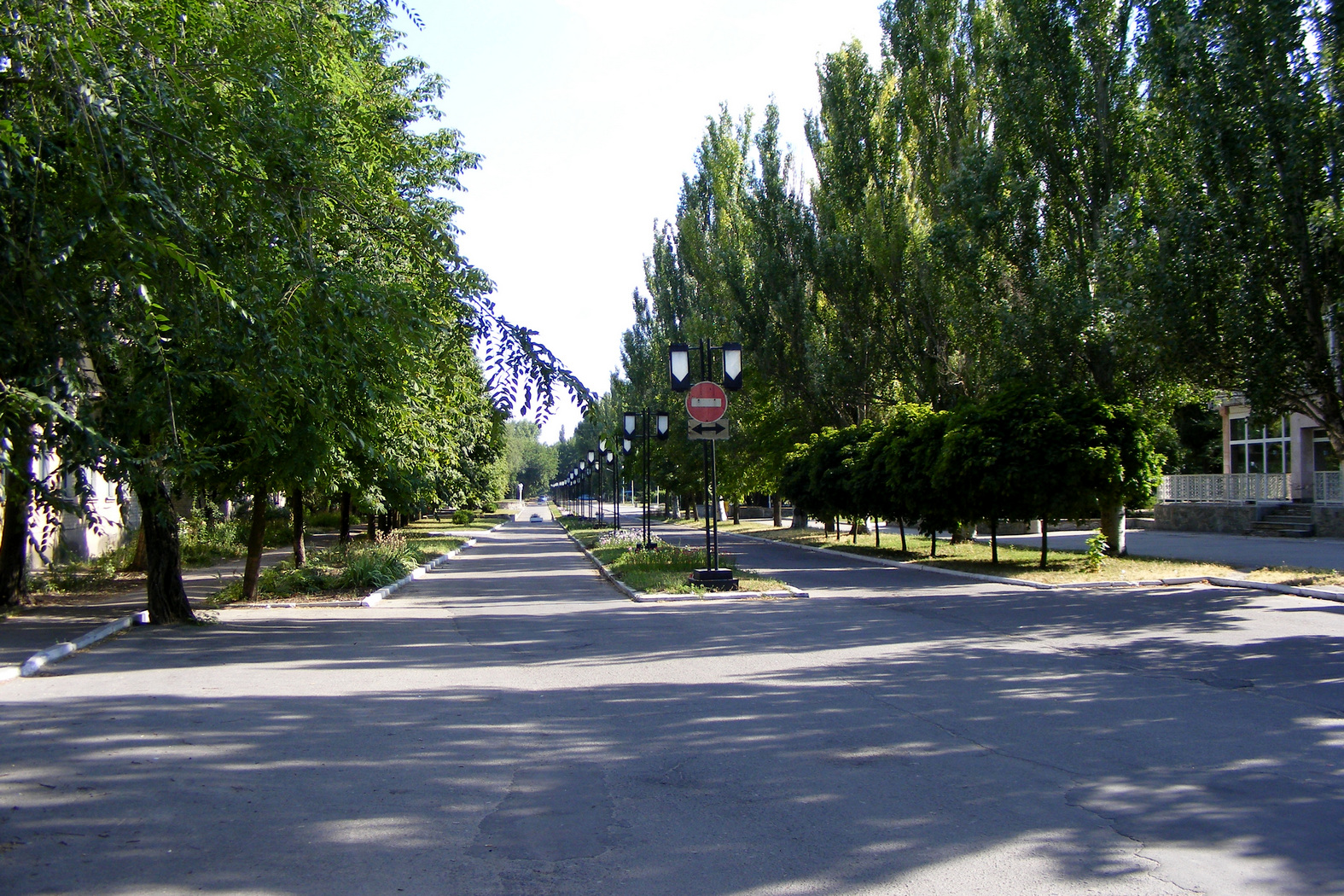
街道

米哈伊利夫卡（羅馬化：Mykhailivka），又按俄语名译为米哈伊洛夫卡，是烏克蘭東南部扎波羅熱州瓦西里夫卡區米哈伊利夫卡市镇内的市級鎮及其行政中心。始建於1810年5月30日，面積3.33平方公里，海拔高度87米，2012年人口12,575，人口密度每平方公里3,773人。
2022年俄羅斯入侵烏克蘭期間，當地被俄羅斯佔領。